# Jaqueline Berndt
Jaqueline Berndt (född 1963 i Jena) är en tysk japanolog och konstvetare vid Stockholms universitet specialiserad på manga. Hennes huvudsakliga forskningsfält är den tecknade seriens estetik i och utanför Japan.

## Biografi

### Akademiska karriär
Det här avsnittet är helt eller delvis baserat på material från  tyskspråkiga Wikipedia, Jaqueline Berndt, 13 mars 2022.
Efter gymnasiet 1982 började Berndt studera japanska och estetik/konstvetenskap vid Humboldt-universitetet i Berlin där hon mellan 1987 och 1990 doktorerade i estetik/konstvetenskap.
1991 disputerade Berndt i ämnet estetik. Senare samma år tillträdde hon en tjänst som lektor i tyska vid Ritsumeikanuniversitetet i Kyoto och blev där 1994 associate professor i tyska som främmande språk. År 1995 flyttade hon till sociologiska fakulteten vid Ritsumeikan University som docent i konstsociologi.
Från 2001 till 2009 var Berndt på Yokohama National University som docent i Medie- och Konstvetenskap. Sommarhalvåret 2008 var hon gästprofessor hos Bridgestone Foundation vid Heidelberg universitets avdelning för östasiatisk konsthistoria.
Berndt tillträdde 2009 en professur i serieteori vid mangafakulteten vid Kyoto Seika-universitetet och blev samtidigt biträdande chef för internationella centret för mangaforskning vid Kyoto International Manga Museum. Åren 2010-2014 var hon även chef för det nyinrättade forsknings- och utbildningscentret för avancerade mangastudier vid Kyoto Seika-universitetet.
Berndt flyttade år 2017 till Stockholms universitet som professor i japanskt språk och kultur. Hon var delaktig i forskningsprojekten Invitations to Playful Reading: Graphic Fiction from Early Modern to Contemporary Japan (2021-2023) som gjordes i samarbete med Tokyo och Cambridge universitet. Sedan 2025 är hon del av projektet ChinaComx: Comics Region East Asia: Traditions, Translations and Transculturations som drivs i samarbete med Heidelberg universitet.
På Stockholms universitet har hon bland annat undervisat i kurserna Manga Studies, Queer | Asia och Media Culture in Asia, alla inom ämnet japanska.

### Utställningsledning och arkivering
För Japan Foundations räkning, ledde Berndt arbetet med den internationella vandringsutställningen Manga Hokusai Manga, som sedan 2016 visats på kulturinstitutioner i Europa, Asien, Nordamerika och Mellanöstern. Det uttalade syftet är att öppna för frågor hos betraktaren om historisk "manga" och modern manga. Det görs genom att visa kopior av den ikoniska japanske konstnären Katsushika Hokusai verk, jämte moderna popkulturella tolkningar. Exempelvis jämförs historiska porträtt med manga som handlar om Hokusai som person och avbildningar ur skiss-samlingen Hokusai manga presenteras bredvid moderna japanska serier.
Berndt är delaktig i ett från Niigata universitet koordinerat internationellt forskningsprojektet om arkivering av anime, bland annat museialt. Inom ramen för projektet var hon delaktig att 2019 arrangera symposiumet Archiving Anime: Materiality, Media and Japan i Stockholm. I anslutning till detta ställdes originalmaterial från animationsstudion Gainax första långfilm Royal Space Force: The Wings of Honneamise ut i Stockholm.
Berndt var även kurator för utställningen Flow som visades 2021-2022 på Rietberg museum för utomeuropeisk konst i Zürich i Schweiz. Utställningens fokus var bildberättandet och det visuella flödet i manga.

### Övriga uppdrag
Berndt var medgrundare till Japan Society for the Study of Cartoons and Comics (Nihon manga gakkai) och satt i organisationens styrelse från 2001 till 2005 och en andra gång 2010 till 2014.
Berndt har i två omgångar varit medlem i juryn för Osamu Tezuka Culture Prize, från 2000 till 2002 och 2012 till 2014. Detta japanska mangapris delas sedan 1997 ut till skapare av manga som anses gå i Osamu Tezukas fotspår.

## Publikationer i urval
Dissertationen hade titeln Japanische Massenkultur im Wandel : ästhetisch-kulturelle Prozesse im gegenwärtigen Japan am Beispiel massenliterarischer Bestseller und Manga vilket kan översättas till ungefär "Japansk masskultur i förändring: estetisk-kulturella processer i dagens Japan, exemplifierar med masslitterära bästsäljare och manga"
Berndts bok Phänomen Manga : Comic-kultur in Japan var den första omfattande publikationen på tyska inom ämnet manga. Den fokuserade främst på manga som fenomen i Japan, då det vid denna tid inte fanns särskilt mycket tysk aktivitet och innehöll bl.a. en tidslinje, viktiga titlar, genrebeskrivning och historik.
Tillsammans med Steffi Richter var Berndt redaktör för den 2006 utkomma antologin Reading Manga: Local and Global Perceptions of Japanese Comics. Berndt bidrog med förordet och ett kapitel om underground-tecknaren Maruo Suehiro. Hon skrev även efterordet till den tyska utgåvan av Suehiros manga Den skrattande vampyren som utkom 2003.
2013 var Berndt tillsammans med Bettina Kümmerling-Meibauer redaktör för antologin Manga's Cultural Crossroads. Hon skrev kapitlet "Mainstream manga as a challenge to transcultural Comics Studies". Bokens fokus var ett korskulturellt perspektiv på manga och hur det samverkade med och påverkades av globalisering. Avslutande kapitel fokuserade på mangan Naruto som en kulturell korsväg.
Berndts tvåspråkiga essäsamlingen Manga: Medium, Kunst und Material = Manga: medium, art and material släpptes 2015 på Leipzigs universitetsförlag. Den handlar om att utforska de estetiska och kulturella förutsättningar för manga som konsumtionsprodukt och konstnärligt verk.
Tillsammans med Kazumi Nagaike och Fusami Ogi var 2019 Berndt redaktör för antologin Shōjo Across Media: Exploring Girl Practices in Contemporary Japan samt författare till kapitlet "Romance of the Taishō schoolgirl in shōjo manga: here comes miss modern".
Till The Cambridge Companion to Comics (2023) bidrog Berndt med kapitlet "Manga, an affective form of comics", om hur mangans serieberättande väcker känslor hos läsaren.
Berndt var redaktör för The Cambridge Companion to Manga and Anime som utkom 2024 samt bidrog med kapitlet "Premodern roots of story-manga?". Boken innehåller ett tjugotal kapitlet och presenterar utifrån Berndts introduktion framåt en sammanhållen tes för tolkning av manga och anime: inte bara som serier med ursprungslandet Japan, utan i deras estetiska uttryck, form och publikationsmetod. I denna definition får dels manga och anime från andra länder plats, dels omfattar den inte alla serier från Japan.